# Hellmuth Klauhs
Hellmuth Klauhs (* 27. März 1928 in Wien; † 27. April 1990 ebenda) war ein österreichischer Bankdirektor. 
Klauhs übernahm 1969 als Generaldirektor die Steuerung der Genossenschaftlichen Zentralbank AG (heute: Raiffeisen Zentralbank Österreich AG). 1978 wurde er zum Generalanwalt des Österreichischen Raiffeisenverbandes bestimmt, eine Funktion, die er bis 1988 ausübte. In diesem Jahr wechselte Klauhs in die Oesterreichische Nationalbank, wo er bis 1990 das Amt des Präsidenten übernahm. 
| Personendaten    | Personendaten                 |
| ---------------- | ----------------------------- |
| NAME             | Klauhs, Hellmuth              |
| KURZBESCHREIBUNG | österreichischer Bankdirektor |
| GEBURTSDATUM     | 27. März 1928                 |
| GEBURTSORT       | Wien                          |
| STERBEDATUM      | 27. April 1990                |
| STERBEORT        | Wien                          |